# Rob Romoni
Rob Romoni (ur. 12 grudnia 1974 w Perth Amboy) – amerykański aktor i model pornograficzny. 

## Życiorys

### Wczesne lata
Urodził się w Perth Amboy w stanie New Jersey w rodzinie pochodzenia włoskiego i niemieckiego. Dorastał w Jersey City. Uczęszczał do Hollywood High School w Los Angeles. Studiował na wydziale zarządzania przedsiębiorstwem na Uniwersytecie Harvarda w Cambridge w Massachusetts.

### Kariera
Po rozmowie z All Worlds Video w San Diego zadebiutował ze swoim ówczesnych chłopakiem Jasonem Landem w filmie Colton (2002) w reżyserii Chi Chi LaRue. W 2002 roku, w wieku 27 lat zaczął występować w gejowskich produkcjach dla takich wytwórni filmowych jak Mustang, Falcon, Lucas Entertainment i Titan. Pozował także dla magazynów skierowanych do homo- i biseksualnych odbiorców. Był na okładce „Unzipped” (w listopadzie 2004).
W latach 2004–2006 wcielał się w postać Chase’a Walkera w serialu telewizyjnym o tematyce LGBT Wet Palms.
Na przestrzeni lat 2004-2007 był dziesięciokrotnie nominowany do Grabby Award – najważniejszej nagrody gejowskiego przemysłu pornograficznego; ostatecznie laur ten przyznano mu trzy razy. W 2005 został laureatem nagrody GayVN w kategorii najlepsza scena seksu grupowego za występ w filmie Bolt (2004) u boku Johnny’ego Hazzarda i Roda Barry'ego.
W 2007 wraz z innym aktorem pornograficznym, Jasonem Ridge’em, założył wytwórnię filmową Ridgeline Films, w której objął stanowisko koordynatora produkcyjnego.
Był życiowym partnerem aktora porno Matthew Rusha.

## Nagrody i nominacje
| Rok  | Nagroda             | Kategoria                                     | Film          | Inni wykonawcy |
| ---- | ------------------- | --------------------------------------------- | ------------- | --- |
| 2004 | Grabby Award        | Najgorętsza ejakulacja                        | Reload (2003) | Ray Dragon, Marcus Iron, Dave Angelo i Matt Colmar                                                                                      |
| 2004 | Grabby Award        | Najgorętszy tyłek                             | –             | – |
| 2005 | GAYVN Award         | Najlepsza scena seksu grupowego               | Bolt (2004)   | Alex LeMonde, Anthony Shaw, Dillon Press, Johnny Hazzard, Kyle Lewis, Rod Barry, Sebastian Tauza, Shane Rollins, Theo Blake i Troy Punk |
| 2005 | Grabby Award        | Najlepsza scena seksu grupowego               | Bolt (2004)   | Alex LeMonde, Anthony Shaw, Dillon Press, Johnny Hazzard, Kyle Lewis, Rod Barry, Sebastian Tauza, Shane Rollins, Theo Blake i Troy Punk |
| 2010 | TLA Gay Award       | Maniak-Twitter: Najbardziej płodny w biznesie | –             | – |
| 2012 | Grabby Erotic Award | Sala sław Wall of Fame                        | –             | – |